# Couvent des Récollets de Privas
Pour les articles homonymes, voir Couvent des Récollets.
Le Couvent des Récollets de Privas s'élève depuis la fin des guerres de religion au-dessus du centre ancien de la ville.

## Avant le couvent: un château

### Le château féodal
C'est Aymar III, comte de Poitiers, qui aurait fait élever une forteresse féodale au-dessus du bourg de Privas.

### Le château duXVIIesiècle
Sur les ruines du château féodal, racheté en 1599 au petit-fils de Diane de Poitiers, Jacques de Chambaud, capitaine huguenot, fait construire un nouveau château moderne. Celui-ci est achevé en 1620, sous le règne de Louis XIII. La ville est gouvernée par un noble catholique tandis que la population s'est massivement soumise à la réforme.
Privas est assiégée et ravagée par Louis XIII en 1629. Les Protestants pratiquent désormais leur culte hors de la cité.

## Les Récollets à Privas (1644-1787)
Les frères Récollets sont des Franciscains organisés en ordre au XVIe siècle. Ils ne sont que trois ou quatre religieux qui s'installent à Privas en 1644 dans le but de convertir la population majoritairement protestante. C'est l'évêque L. de Suze qui leur accorde la faculté d'établir une mission.
En 1652 et 1681, les États du Vivarais accordent une somme d'argent afin de lancer l'édification d'un couvent et une chapelle. Le Marquis de Saint-Nectaire donne le site du château ruiné et accorde l'usage des pierres qui peuvent s'y trouver.

## Le couvent
Le couvent est un ensemble de bâtiments réservés aux activités des religieux qui l'occupent.

## Les bâtiments conventuels (1664)
Les bâtiments abritant les frères comprenaient un réfectoire et les cellules mais ils ont été très remaniés au cours du temps.

### La chapelle des Récollets (1684-1692)
La chapelle des Récollets a été construite entre 1684 et 1692, sous le règne de Louis XIV.
- C'est un monument globalement de style classique, dont la façade est peu décorée, très sobre. On peut y voir une niche abritant une statue de la Vierge. Le parement est un très beau grès ocre.
- Le plan de la chapelle figure un rectangle resserré à la hauteur du chœur. Le plan montre une large nef à trois travées et un chœur à chevet plat habillé d'un retable.
- La décoration intérieure est simple. Les murs et la voûte sont blancs. Une tapisserie d'Aubusson et plusieurs tableaux sont exposés. Les grandes baies éclairent bien la chapelle, créant une ambiance baroque. Le décor est donc de style baroque.
- Le clocher à lanternon, de style baroque, figure une coiffe de pierre en forme de calotte de Jésuite, symbolisant la domination catholique.

### Le cloître (1740-1750)
Il ne reste que quelques arcades de l'ancien cloître, à proximité du clocher de la chapelle.

### L'hospice
Le couvent dispose d'un hospice destiné à accueillir les malades.

### Le jardin
Les frères récollets disposaient d'un jardin du couvent. Ils y cultivaient des plantes consommables, mais aussi médicinales.

## Le devenir du couvent
En 1787, deux années seulement avant la Révolution française, les frères Récollets peu nombreux quittent Privas.

### La Révolution
En 1790, les bâtiments sont réquisitionnés et transformés en tribunal révolutionnaire. Dans les années qui suivent, le couvent sera successivement transformé en lieu de vote, en caserne, en poudrière et en prison.

### Le collège (1822-1966)
Des travaux sont effectués entre 1822 et 1829, qui transforment le couvent des Récollets en collège. C'est un certain M. Fayolle qui aurait obtenu la direction du collège en 1833. Il dispose de salles de classe, d'une cuisine et d'un réfectoire.

### Aujourd'hui
L'ancien couvent des Récollets appartient à l'histoire de la ville de Privas. C'est cependant un monument assez important, profondément remanié, dont l'utilisation actuelle n'est pas simple. On y trouve la maison des associations, l'école municipale de musique, ainsi que le siège de la Communauté de communes Privas - Rhône et Vallées.

## Sources
- Histoire de Privas, par Élie Reynier, tome II, p 100.
- Histoire religieuse, par Nicolas Chabannes, réédité en 2007.
- Privas au passé simple, par Sylvain Villard, 1998.
- La recherche d'informations et de documents est le résultat d'une équipe d'élèves de 4è 3, du Collège Bernard de Ventadour, Privas: ANJOLRAS Maurin, BISSONIER Lucas, BOULON Hugo, BRUN Daphnée, COMES Elisa et Quentin, COMMUN Lucie, DELENNE Charlotte, DEVAUX-PELIER Jeanne-Lise, GROSBOUT Nans, MECH Vinciane, NIELSEN Solweig, PERAUD Justin, PIPARD Emilie, PLENET Clémence, ROMESTANT Mathias, SAUBIN Méline, SOULAVIE Mélina et STHÈME DE JUBÉCOURT Étienne - Privas, 2008.